# Тархань (Шацкий район)
Тархань — деревня в Шацком районе Рязанской области в составе Печинского сельского поселения.

## Географическое положение
Деревня Тархань расположена на Окско-Донской равнине на левом берегу реки Коньша (приток Цны) в 20,5 км к юго-востоку от города Шацка. Расстояние от села до районного центра Шацк по автодороге — 25 км.
К западу от деревни расположено урочище Рыночные Бугры и река Провал (приток Коньши) с прудом; к северу — урочище Киселёвская гора с песчаным карьером; к востоку — пойменные озера Чапкас, Старица и река Цна. Ближайшие населенные пункты — деревня Губколь и село Печины.

## Население
| 1989 | 2010 | 2012 |
| ---- | ---- | ---- |
| 59   | ↘26  | →26  |

По данным переписи населения 2010 г. в деревне Тархань постоянно проживают 26 чел. (в 1992 г. — 59 чел.).

## Происхождение названия
В эпоху средневековья «тарханами» называли вотчинников, свободных от уплаты всех податей. Однако название, видимо, соотносится с другим, более поздним значением слова — «скупщик скота, шкур, холста, пеньки и т. д.». В этом случае название могло обозначать населенный пункт, в котором занимались тарханьим промыслом.

## История
В XIX в., вплоть до отмены крепостного права в 1861 г., деревня Тархань принадлежала роду князей Трубецких.
К 1911 г., по данным А. Е. Андриевского, деревня Тархань относилась к приходу Пятницкой церкви села Печины и в ней насчитывался 61 крестьянский двор, в которых проживало 230 душ мужского и 221 женского пола.

## Транспорт
Основные грузо- и пассажироперевозки осуществляются автомобильным транспортом.